# Ганс Сімонссон
Ганс Сімонссон (швед. Hans Simonsson; нар. 1 травня 1962) — колишній шведський тенісист.
Найвищу одиночну позицію світового рейтингу — 45 місце досяг 20 грудня 1982, парну — 10 місце — 10 січня 1984 року.
Здобув 11 парних титулів.
Перемагав на турнірах Великого шолома в парному розряді.

## Фінали турнірів Великого шолома

### Парний розряд (1–1)
| Результат | Рік  | Турнір                               | Покриття | Партнер         | Суперники                    | Рахунок                 |
| --------- | ---- | ------------------------------------ | -------- | --------------- | ---------------------------- | ----------------------- |
| Перемога  | 1983 | Відкритий чемпіонат Франції з тенісу | Ґрунт    | Андерс Яррід    | Марк Едмондсон Шервуд Стюарт | 7–6(7–4), 6–4, 6–2      |
| Поразка   | 1985 | Відкритий чемпіонат Франції з тенісу | Ґрунт    | Шломо Глікштейн | Марк Едмондсон Кім Ворвік    | 3–6, 4–6, 7–6(7–5), 3–6 |

## Фінали за кар'єру

### Парний розряд (11–7)
| Легенда                |
| Великий шлем (1)       |
| Tennis Masters Cup (1) |
| Серія Мастерс ATP (-)  |
| Тур ATP (10)           |

| Титули за покриттям |
| Тверде (4)          |
| Ґрунт (6)           |
| Трава (0)           |
| Килим (2)           |

| Результат | W/L  | Дата     | Турнір                                      | Покриття   | Партнер          | Суперники                       | Рахунок                 |
| --------- | ---- | -------- | ------------------------------------------- | ---------- | ---------------- | ------------------------------- | ----------------------- |
| Перемога  | 1–0  | Кві 1981 | Лінц, Австрія                               | Тверде (i) | Андерс Яррід     | Бред Дрюетт Павел Сложил        | 6–4, 7–6                |
| Поразка   | 1–1  | Лип 1981 | Swedish Open, Швеція                        | Ґрунт      | Андерс Яррід     | Марк Едмондсон Джон Фіцджеральд | 6–2, 5–7, 0–6           |
| Перемога  | 2–1  | Жов 1981 | Барселона, Іспанія                          | Ґрунт      | Андерс Яррід     | Ганс Гільдемайстер Андрес Гомес | 6–1, 6–4                |
| Перемога  | 3–1  | Бер 1982 | Лінц, Австрія                               | Тверде     | Андерс Яррід     | Род Фролі Пол Кронк             | 6–2, 6–0                |
| Поразка   | 3–2  | Тра 1982 | Гамбург, Німеччина                          | Ґрунт      | Андерс Яррід     | Павел Сложил Томаш Шмід         | 4–6, 3–6                |
| Перемога  | 4–2  | Лип 1982 | Swedish Open, Швеція                        | Ґрунт      | Андерс Яррід     | Йоакім Нюстром Матс Віландер    | 0–6, 6–3, 7–6           |
| Поразка   | 4–3  | Вер 1982 | Бордо, Франція                              | Ґрунт      | Андерс Яррід     | Ганс Гільдемайстер Андрес Гомес | 4–6, 2–6                |
| Перемога  | 5–3  | Жов 1982 | Барселона, Іспанія                          | Ґрунт      | Андерс Яррід     | Карлус Кірмайр Кассіу Мотта     | 6–3, 6–2                |
| Перемога  | 6–3  | Лис 1982 | Анкона, Італія                              | Килим (i)  | Андерс Яррід     | Тім Галліксон Бернард Міттон    | 4–6, 6–3, 7–6           |
| Поразка   | 6–4  | Бер 1983 | Брюссель, Бельгія                           | Килим      | Матс Віландер    | Гайнц Ґюнтгардт Балаж Тароці    | 2–6, 4–6                |
| Перемога  | 7–4  | Чер 1983 | Відкритий чемпіонат Франції з тенісу, Париж | Ґрунт      | Андерс Яррід     | Марк Едмондсон Шервуд Стюарт    | 7–6(7–4), 6–4, 6–2      |
| Поразка   | 7–5  | Лип 1983 | Swedish Open, Швеція                        | Ґрунт      | Андерс Яррід     | Йоакім Нюстром Матс Віландер    | 6–1, 6–7(4–7), 6–7(4–7) |
| Перемога  | 8–5  | Жов 1983 | Барселона, Іспанія                          | Ґрунт      | Андерс Яррід     | Джим Гарфейн Ерік Іскерскі      | 7–5, 6–3                |
| Перемога  | 9–5  | Лис 1983 | Стокгольм, Швеція                           | Тверде (i) | Андерс Яррід     | Пітер Флемінг Йохан Крік        | 6–3, 6–4                |
| Поразка   | 9–6  | Січ 1984 | WCT World Doubles, Лондон                   | Килим (i)  | Андерс Яррід     | Павел Сложил Томаш Шмід         | 6–1, 3–6, 6–3, 4–6, 3–6 |
| Перемога  | 10–6 | Жов 1984 | Сідней, Австралія                           | Тверде (i) | Андерс Яррід     | Марк Едмондсон Шервуд Стюарт    | 6–4, 6–4                |
| Поразка   | 10–7 | Чер 1985 | Відкритий чемпіонат Франції, Париж          | Ґрунт      | Шломо Глікштейн  | Марк Едмондсон Кім Ворвік       | 3–6, 4–6, 7–6, 3–6      |
| Перемога  | 11–7 | Лип 1985 | Гілверсум, Нідерланди                       | Ґрунт      | Стефан Сімонссон | Карл Лімбергер Марк Вудфорд     | 6–3, 6–4                |